# Wojciech Kopczyński
Wojciech Kopczyński (ur. 12 grudnia 1946 w Toruniu, zm. 14 kwietnia 2022) – polski fizyk teoretyk, badacz teorii względności i grawitacji, kosmolog, profesor nauk fizycznych, pracownik Uniwersytetu Warszawskiego

## Życiorys
W 1964 ukończył I Liceum Ogólnokształcące w Warszawie, w 1969 studia fizyczne na Wydziale Fizyki Uniwersytetu Warszawskiego. Po studiach rozpoczął pracę w macierzystej uczelni, w Instytucie Fizyki Teoretycznej. W 1973 obronił pracę doktorską Wpływ skręcenia czasoprzestrzeni na strukturę modeli Wszechświata napisaną pod kierunkiem Andrzeja Trautmana, w 1988 uzyskał stopień doktora habilitowanego na podstawie pracy Dynamika geometrii i płynów. Zasady wariacyjne i model kosmologiczny. W 1997 otrzymał tytuł profesora nauk fizycznych. Przeszedł na emeryturę w 2012.
Zajmował się badaniami geometrii czasoprzestrzeni w obecności materii o niezerowym spinie, dynamiką lagranżowską cząstek i płynów ze spinem oraz teoriami Kaluzy-Kleina, algebraicznym podejściem do spinorów w tym nad pojęciem indeksu rzeczywistego spinorów prostych oraz klasyfikacją przestrzeni spinorów algebraicznych zawartych w algebrze Clifforda. W 1981 opublikował razem z Andrzejem Trautmanem podręcznik Czasoprzestrzeń i grawitacja. Współpracował z Państwowym Wydawnictwem Naukowym.
W 1994 został członkiem New York Academy of Sciences.
Pochowany na Cmentarzu Komunalnym Północnym w Warszawie